# Piramide (geometria)

L'n-scheletro della piramide, è un grafo a ruota.

In geometria una piramide (dal greco: πυραμίς, pyramís) è un poliedro formato dal collegamento tra una base poligonale e un punto, chiamato apice. Ogni bordo e ogni apice di base formano un triangolo, chiamato faccia laterale; è un solido conico a base poligonale. Una piramide con una base di n lati ha n + 1 vertici, n + 1 facce e 2n spigoli; tutte le piramidi sono duali.
Una piramide retta ha il suo apice direttamente sopra il baricentro della sua base; le piramidi non dritte, sono chiamate piramidi oblique. Una piramide regolare ha una base poligonale regolare e di solito è implicita come una piramide retta. 
Quando non è specificata, si presume solitamente che una piramide sia una piramide quadrata regolare (come le strutture piramidali fisiche). Una piramide a base triangolare è più spesso chiamata tetraedro.
Tra le piramidi oblique, come i triangoli acuti e ottusi, una piramide può essere chiamata acuta se il suo apice è sopra l'interno della base e ottusa se il suo apice è sopra l'esterno della base. Una piramide ad angolo retto ha il suo apice sopra un bordo o vertice della base; in un tetraedro, questi qualificatori cambiano in base a quale faccia è considerata la base.
Le piramidi sono una classe dei prismatoidi e possono essere raddoppiate in bipiramidi, aggiungendo un secondo punto di offset sull'altro lato del piano di base.

## Basi della piramide

### Piramidi con una base regolare
Una piramide retta, a base regolare, possiede i lati del triangolo isoscele (con simmetria Cnv o [1,n]), di ordine 2n. Può essere contrassegnata da un simbolo Schläfli esteso ( )∨{n}, che rappresenta un punto, ( ), unito a un poligono regolare, {n}; un'operazione di unione crea un nuovo bordo tra tutte le coppie di vertici delle due figure unite.
La piramide trigonale (o triangolare), con tutte le facce triangolari equilatere, diventa il tetraedro, uno dei solidi platonici; un caso di simmetria inferiore della piramide triangolare è C3v, che ha una base di triangolo equilatero e tre lati di triangolo isoscele identici. Le piramidi quadrate e pentagonali possono anche essere composte da poligoni convessi regolari, i solidi di Johnson.
Se tutti gli spigoli di una piramide quadrata (o qualsiasi poliedro convesso) sono tangenti a una sfera (in modo che la posizione media dei punti tangenziali, sia al centro della sfera), allora, la piramide viene definita canonica e forma la metà di un ottaedro.
Le piramidi a base esagonale (o superiore), devono essere composte da triangoli isoscele. Una piramide esagonale con triangoli equilateri, sarebbe una figura completamente piatta mentre una ettagonale o superiore, non farebbe incontrare i triangoli.

#### Piramidi a stella
Le piramidi rette con basi poligonali a stella regolari, vengono definite piramidi a stella (ad esempio, la piramide pentagrammica ha una base a pentagramma e cinque lati triangolari che si intersecano).

### Piramidi con una base irregolare

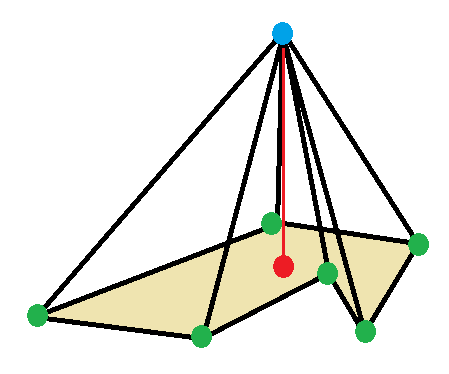
Esempio di una piramide generale, con l'apice sopra il baricentro di un poligono.

Una piramide retta può essere denominata ( )∨P: ( ) è il punto apice, ∨ è un operatore di unione e P è un poligono di base.
Un tetraedro rettangolo isoscele può essere scritto come ( )∨[( )∨{ }] (come unione di un punto a una base di triangolo isoscele); come [( )∨( )]∨{ } o { }∨{ } (come unione di due segmenti ortogonali) e come un disfenoide diagonale, contenente quattro facce triangolari isoscele. Ha la simmetria C1v (da due diversi orientamenti base-apice) e C2v nella sua piena simmetria.
Una piramide rettangolare retta (scritta come ()∨[{ }×{ }]) e una piramide rombica (scritta come ( )∨[{ }+{ }]) hanno entrambe la simmetria C2v.
|                       |                  |
| Piramide rettangolare | Piramide rombica |

## Misure della piramide

### Area
L'area laterale per le piramidi rette è
{\displaystyle A={\frac {pa}{2}},}
dove {\displaystyle p} è il perimetro di base e {\displaystyle a} è l'apotema della piramide.
L'area totale si calcola come: area di base + area laterale.

### Volume
Il volume di una piramide generica è uguale ad un terzo del prodotto dell'area della base per la misura dell'altezza. Detto {\displaystyle V} il volume, {\displaystyle B} l'area di base e {\displaystyle h} l'altezza, si calcola come:
{\displaystyle V={\frac {Bh}{3}}.}
Cioè il volume della piramide è 1/3 di quello di un prisma con uguale altezza e base. Questa formula costituiva il teorema 7 del libro XII degli Elementi di Euclide ed era dimostrata con il metodo di esaustione (oggi diremmo con il calcolo infinitesimale).
Immaginando di sezionare i due solidi (la piramide ed il prisma con la stessa base e la stessa altezza) con piani paralleli alle basi a distanza infinitesima {\displaystyle dx} l'uno dall'altro, il volume si ottiene dalla somma integrale del prodotto dell'area di ogni sezione moltiplicata per lo spessore {\displaystyle dx}.
Indicando con {\displaystyle x} la distanza del piano di sezione dal vertice della piramide, è lecito affermare che l'area della sezione della piramide è proporzionale al quadrato di {\displaystyle x}, cioè:
{\displaystyle S(x)=kx^{2}}
e quindi
{\displaystyle S(h)=B=kh^{2}}
mentre l'area delle sezioni del prisma rimane sempre uguale a {\displaystyle B}. Calcolando gli integrali si ottiene:

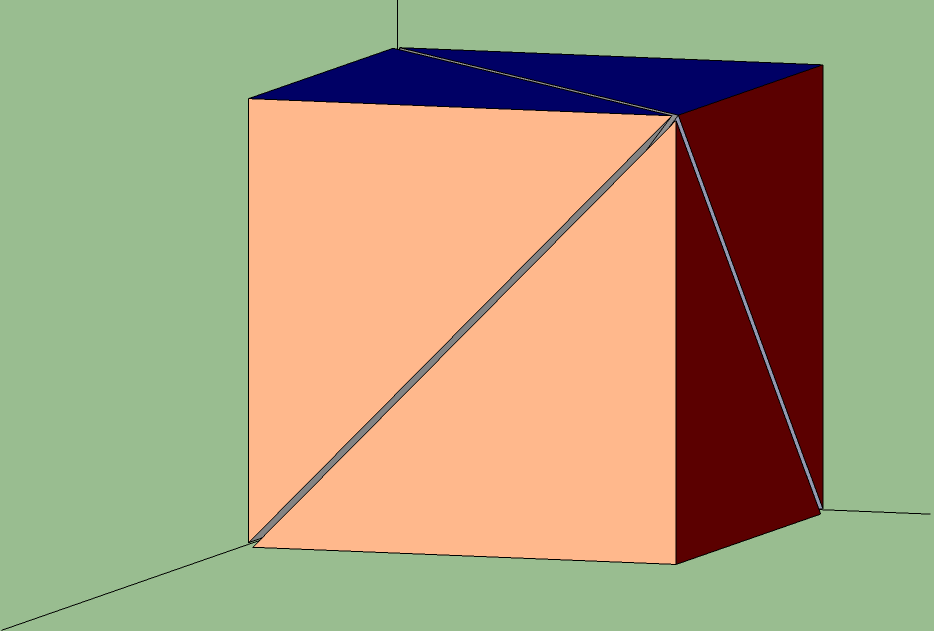
Cubo diviso in tre piramidi uguali.

volume del prisma:
{\displaystyle \int _{0}^{h}B\,dx=Bh=kh^{3}}
volume della piramide:
{\displaystyle \int _{0}^{h}kx^{2}\,dx={\frac {kh^{3}}{3}}={\frac {Bh}{3}}.}

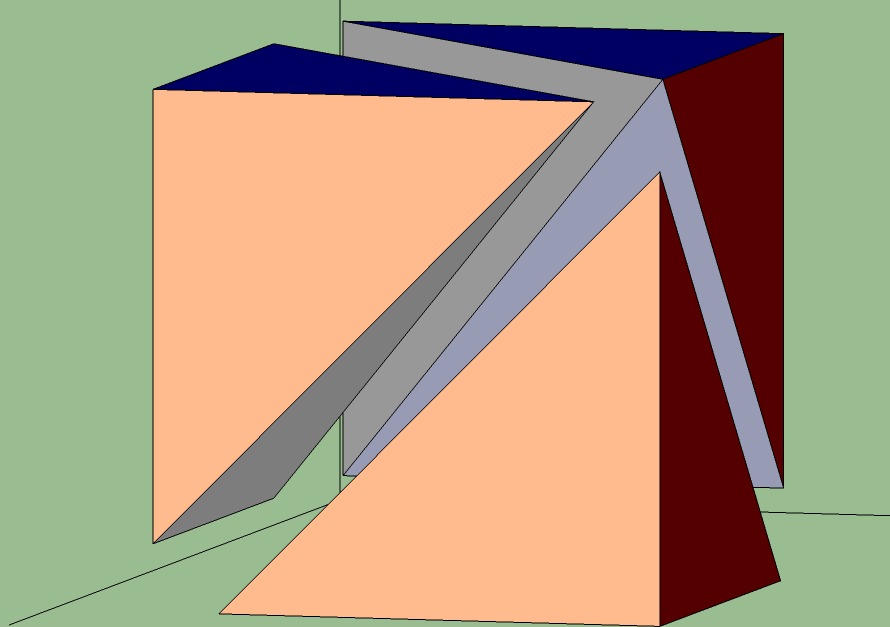
Cubo esploso. Volume di una piramide uguale ad un terzo del cubo.

È possibile visualizzare una dimostrazione grafica del fatto che una piramide occupa un terzo del volume del prisma che la contiene. La cosa è particolarmente semplice partendo da un cubo e dividendolo in tre piramidi uguali, come si vede nella figura a lato.
Da un vertice del cubo si tracciano le quattro diagonali che uniscono il vertice alle tre facce opposte.
Nel caso della figura, si vede il vertice in alto in primo piano che va a congiungersi con la faccia di fondo, la faccia sul retro e la faccia laterale.
Si formano tre piramidi, ciascuna con base (quadrata) coincidente con una faccia (nascosta) del cubo, con due delle facce laterali (ciascuna coincidente con mezza faccia del cubo) costituite da triangoli rettangoli ortogonali alla base, e con le altre due facce (interne al cubo), delimitate dalle diagonali di faccia e dalla diagonale principale del cubo.
L'altezza di ciascuna piramide coincide con un lato del cubo.
Si vede dunque che le tre piramidi sono esattamente uguali e insieme costituiscono il cubo di partenza.
Quindi hanno un volume pari ad 1/3 di quello del cubo.
Per estendere il risultato ad una piramide di forma qualsiasi, ed anche al volume del cono rispetto al cilindro che lo contiene, si può far ricorso al principio di Cavalieri.